# Xe trượt lòng máng tại Thế vận hội Mùa đông 2006
Xe trượt lòng máng tại Thế vận hội Mùa đông 2006 (bobsleigh) được tổ chức tại Cesana Pariol của Cesana (gần Torino). Cuộc đua đôi nam diễn ra vào 18 và 19 tháng 2, cuộc đua đôi nữ xảy ra vào 20 và 21 tháng 2, còn các cuộc đua cho đồng đội nam bốn người diễn ra vào ngày 24 và 25 tháng 2 năm 2006.

## Bảng huy chương
|   | Quốc gia  | Vàng | Bạc | Đồng | Tổng |
| - | --------- | ---- | --- | ---- | ---- |
| 1 | Đức       | 3    | 0   | 0    | 3    |
| 2 | Canada    | 0    | 1   | 0    | 1    |
| 2 | Hoa Kỳ    | 0    | 1   | 0    | 1    |
| 2 | Nga       | 0    | 1   | 0    | 1    |
| 5 | Thụy Sĩ   | 0    | 0   | 2    | 2    |
| 6 | Ý         | 0    | 0   | 1    | 1    |
|   | Tổng cộng | 3    | 3   | 3    | 9    |

## Xe đôi nam
|   | Huy chương | Vận động viên                               | Thời giờ |
| - | ---------- | ------------------------------------------- | -------- |
| 1 | Vàng       | Andre Lange / Kevin Kuske (Đức)             | 3:43,38  |
| 2 | Bạc        | Pierre Lueders / Lascelles Brown (Canada)   | 3:43,59  |
| 3 | Đồng       | Martin Annen / Beat Hefti (Thụy Sĩ)         | 3:43,73  |
| 4 |            | Alexandre Zoubkov / Alexey Voevoda (Nga)    | 3:44,00  |
| 5 |            | Matthias Höpfner / Marc Kühne (Đức)         | 3:44,25  |
| 6 |            | Janis Minins / Daumants Dreishkens (Latvia) | 3:44,63  |
| 7 |            | Todd Hays / Pavle Jovanovic (Hoa Kỳ)        | 3:44,72  |
| 8 |            | Ivo Rüegg / Cédric Grand (Thụy Sĩ)          | 3:44,86  |

## Xe 4 người nam
|   | Huy chương | Vận động viên                                                                   | Thời giờ |
| - | ---------- | ------------------------------------------------------------------------------- | -------- |
| 1 | Vàng       | Andre Lange, Rene Hoppe, Kevin Kuske, Martin Putze (Đức)                        | 3:40,42  |
| 2 | Bạc        | Alexandre Zoubkov, Filipp Egorov, Alexej Seliverstov, Alexey Vievoda (Nga)      | 3:40,55  |
| 3 | Đồng       | Martin Annen, Thomas Lamparter, Beat Hefti, Cedric Grand (Thụy Sĩ)              | 3:40,83  |
| 4 |            | Pierre Lueders, Ken Kotyk, Morgan Alexander, Lascelles Brown (Canada)           | 3:40,92  |
| 5 |            | Rene Spies, Christoph Heyder, Enrico Kühn, Alexander Metzger (Đức)              | 3:41,04  |
| 6 |            | Steven Holcomb, Curt Tomasevicz, Bill Schuffenhauer, Lorenzo Smith III (Hoa Kỳ) | 3:41,36  |
| 7 |            | Todd Hays, Pavle Jovanovic, Steve Mesler, Brock Kreitzburg (Hoa Kỳ)             | 3:41,44  |
| 8 |            | Ivo Rueegg, Andi Gees, Roman Handschin, Christian Aebli (Thụy Sĩ)               | 3:41,80  |

## Xe đôi nữ
|   | Huy chương | Vận động viên                                | Thời giờ |
| - | ---------- | -------------------------------------------- | -------- |
| 1 | Vàng       | Sandra Kiriasis / Anja Schneiderheinze (Đức) | 3:49,98  |
| 2 | Bạc        | Shauna Rohbock / Valerie Fleming (Hoa Kỳ)    | 3:50,69  |
| 3 | Đồng       | Gerda Weissensteiner / Jennifer Isacco (Ý)   | 3:51,01  |
| 4 |            | Helen Upperton / Heather Moyse (Canada)      | 3:51,06  |
| 5 |            | Susi Lisa Erdmann / Nicole Herschmann (Đức)  | 3:51,32  |
| 6 |            | Jean Racine-Prahm / Vonetta Flowers (Hoa Kỳ) | 3:51,78  |
| 7 |            | Victoria Tokovaia / Nadejda Orlova (Nga)     | 3:51,93  |
| 8 |            | Maya Bamert / Martina Feusi (Thụy Sĩ)        | 3:52,04  |